# Rob Clare
Robert „Rob“ Clare (* 28. Februar 1983 in Belper) ist ein ehemaliger englischer Fußballspieler. Der englische Juniorennationalspieler absolvierte zwischen 2000 und 2007, unterbrochen von einer Saison beim FC Blackpool, über 200 Pflichtspiele für Stockport County, bevor er 25-jährig seine Laufbahn verletzungsbedingt beenden musste.

## Karriere
Clare spielte im Alter von 10 bis 16 Jahren im Nachwuchsbereich des lokalen Profiklubs Derby County, wurde dort aber aussortiert. Stattdessen erhielt er bei Stockport County einen Vertrag im Rahmen des YTS-Ausbildungsprogramms („Youth Training Scheme“). Kurz nach seinem 17. Geburtstag unterzeichnete er einen Profivertrag und debütierte unter Trainer Andy Kilner schließlich im August 2000 per Einwechslung gegen den FC Fulham in der zweitklassigen Football League First Division. Clare etablierte sich in den folgenden Monaten in der Mannschaft, wurde zunächst als Außenverteidiger aufgeboten, im späteren Saisonverlauf trotz seines Alters als Libero. Dabei strahlte er „große Gelassenheit“ aus uns war mit seiner Fähigkeit „das Spiel zu lesen“, ein Faktor für den Klassenerhalt; in seinen 19 Startelfeinsätzen in der Liga verlor die Mannschaft nur vier Mal. Ein Highlight der Saison war das Achtelfinalspiel im FA Cup 2000/01 gegen den Erstligisten Tottenham Hotspur, das vor 36.000 Zuschauern mit 0:4 an der White Hart Lane verloren ging. In der anschließenden Saison 2001/02 blieb er in der ersten Saisonhälfte längere Zeit unberücksichtigt, in der Rückrunde hatte er aber einen Stammplatz in der Innenverteidigung. Die Mannschaft stand derweil die gesamte Saison über am Tabellenende und stieg als abgeschlagener Tabellenletzter in die Drittklassigkeit ab, eines der wenigen Saisonhighlights war ein 2:1-Heimsieg über den Tabellenführer und späteren Staffelmeister Manchester City im März 2002.
In der Saisonpause lehnte Clare einen Wechsel zum Erstligisten Tottenham Hotspur mit der Begründung ab, er „spiele lieber für Stockport als im Nachwuchsteam eines Erstligisten aufzulaufen.“ Trainer Carlton Palmer erklärte derweil bezogen auf das Tottenham-Angebot über 500.000 Pfund, Clare nicht unter zwei Millionen Pfund verkaufen zu wollen. Nachdem er in der Vorsaison zwei Mal im Aufgebot des englischen U-19-Nationalteams stand, aber nicht zum Einsatz kam, wurde er im September 2002 von Les Reed für ein Freundschaftsspiel gegen Deutschland in die U20 berufen. An der Seite von späteren A-Nationalspielern wie Boaz Myhill, Carlton Cole und Dean Ashton gelang gegen die deutsche Auswahl im Dessauer Paul-Greifzu-Stadion ein 2:1-Erfolg. Im Mai 2003 wurde er gegen eine italienische Auswahl im Stadio Porta Elisa in Lucca nochmals aufgeboten, diesmal sogar als Kapitän. In Stockport zählte er derweil weiter zum Stammpersonal und absolvierte 36 Ligaspiele, im Football League Cup erzielte er bei einem 3:1-Erstrundenerfolg über Lincoln City seinen ersten Pflichtspieltreffer. In der Spielzeit 2003/04 kam er weiterhin durchgehend als Innen- oder Rechtsverteidiger zum Einsatz, und erzielte im Saisonverlauf drei Tore in Ligaspielen, die allesamt 1:1 endeten. Insbesondere seine beiden Treffer zum Saisonende hin gegen Oldham Athletic und die Queens Park Rangers waren entscheidend, um den Klassenerhalt mit zwei Punkten Vorsprung sicherzustellen.
Im Sommer 2004 wechselte Clare ablösefrei zum Ligakonkurrenten FC Blackpool, der Transfer kam auch dadurch zustande, dass Stockport seinen Spieleretat deutlich reduzieren musste. Zu Saisonbeginn zählte er zum Stammpersonal und seine Leistungen brachten ihm, als einzigem unterklassigen Spieler, eine Berufung ins englische U-21-Nationalteam. Beim 3:1-Erfolg gegen die Ukraine im Riverside Stadium von Middlesbrough kam er aber nicht zum Einsatz. Nach einem schwachen Saisonstart von Blackpool – nach acht Spieltagen stand man sieglos am Tabellenende und gegen seine Ex-Kollegen aus Stockport gab es eine 0:4-Niederlage – erfolgte die Verpflichtung des Abwehrspielers Peter Clarke und Clares Einsatzzeiten, der zu Saisonbeginn noch die Kapitänsbinde trug, wurden zunehmend sporadischer. Ab Februar 2005 wurde er von Trainer Colin Hendry nur noch zweimal aufgeboten und verließ den Klub mit Ablauf seines Vertrags am Saisonende nach 30 torlosen Pflichtspieleinsätzen.
In der Sommerpause trainierte er wieder bei seinem Ex-Klub Stockport, der in die viertklassige Football League Two abgestiegen war, und erhielt schließlich einen Vertrag für das Team von Trainer Chris Turner. Clare lief bei Stockport weiterhin als Stammspieler in der Innenverteidigung auf, sportlich verlief die Saison 2005/06 aber nicht wunschgemäß. Am Saisonende wurde man mit drei Punkten Vorsprung auf einen Abstiegsplatz Drittletzter, Clare hatte wiederum zu zwei Unentschieden jeweils einen Treffer beigetragen. In der Spielzeit 2006/07 wurde Clare von Trainer Jim Gannon überwiegend als rechter Außenverteidiger aufgeboten. Zu einem letzten Highlight seiner Spielerlaufbahn wurde eine Serie zwischen dem 13. Januar und 3. März 2007, als Stockport County mit Torhüter Wayne Hennessey neun Ligaspiele in Folge ohne Gegentreffer gewann, Clare spielte dabei in allen neun Partien durch. Am Saisonende erhielt Clare von Gannon einen weiteren Vertrag angeboten, in der Folge machten Clare anhaltende Verletzungsproblem zu schaffen, neben einer Tendinitis am Knie erlitt er eine Stressfraktur am Schienbein.
Nach einer Saison ohne Einsatz wurde sein auslaufender Vertrag wurde im Sommer 2008 vereinsseitig nicht mehr verlängert und wenig später entschied sich Clare aus medizinischen Gründen zur Beendigung seiner Laufbahn. Im Mai 2009 wurde ihm ein Abschiedsspiel zuteil, bei dem auf dem Sportgelände von Cheadle Town eine von Clare zusammengestellte County-Auswahl gegen eine Fanauswahl von Stockport County antrat. Insgesamt hatte Clare 202 Pflichtspiele für Stockport bestritten und dabei sechs Treffer erzielt.
Beruflich war Clare nach seiner Profilaufbahn ab 2010 zunächst bei Stockport County Commercial Manager und damit für die Betreuung und Gewinnung von Sponsoren zuständig. 2013 wechselte er zu Leif Leisure, einem Anbieter von Sport- und Freizeitangeboten in Stockport, 2016 ging er als Bereichsleiter zu Club Cheadle Hulme, ebenfalls ein Unternehmen, das Sport- und Freizeiteinrichtungen vermietet. Clare ist verheiratet und Vater von vier Kindern.
Nach seiner aktiven Laufbahn belegte Clare Fußballtrainer- und Schiedsrichterkurse und war die folgenden Jahre insbesondere als Schiedsrichter im Lokalfußball aktiv. 2014 nahm er am New-York-City-Marathon teil und sammelte dabei Spenden für Grassroot Soccer, eine Organisation, die sich in Afrika mit Hilfe des Fußballs für HIV-Prävention einsetzt. Zudem war er bei Stockport Town Vereinssekretär, einem Klub aus der neuntklassigen North West Counties Football League.